# إيتا هوكينز
إيتا هوكينز (بالإنجليزية: Etta Hawkins)‏ هي ممثلة أمريكية، ولدت في 21 أغسطس 1865 في أورورا في الولايات المتحدة، وتوفيت في 13 يوليو 1945 في بيفرلي هيلز في الولايات المتحدة بسبب مرض.

## وصلات خارجية
- إيتا هوكينز على موقع قاعدة بيانات برودواي على الإنترنت (الإنجليزية)